# Sân bay quốc tế Kuwait
Sân bay quốc tế Kuwait (IATA: KWI, ICAO: OKBK) toạ lạc tại Farwaniya, Kuwait, các Thành phố Kuwait 16 km về phía Nam. Đây là trung tâm hoạt động của Hãng hàng không Kuwait (Kuwait Airways). Một phần của sân bay là Căn cứ không quân Al Mubarak, nơi có tổng hành dinh của Không lực Kuwait, cũng như Bảo tàng Không lực Kuwait. Trong giai đoạn 1999-2001, sân bay này đã trải qua một giai đoạn nâng cấp và mở rộng với việc phá bỏ khu vực đậu xe và mở rộng nhà ga, xây một nhà xe nhiều tầng và một siêu thị sân bay. Sân bay quốc tế Kuwait hiện có năng lực phục vụ 6 triệu khách mỗi năm. Cơ quan chủ quản của sân bay này là General of Civil Aviation gần đây đã thông báo sẽ xây một nhà ga mới để tăng công suất phục vụ lên 14 triệu khách mỗi năm. Nhà ga số 2 này sẽ hoàn thành cuối năm 2007. Sân bay này được Skytrax xếp hạng 3 sao cùng bảy sân bay khác.

## Các hãng hàng không và các điểm đến
- Air Arabia (Sharjah)
- Air China (Bắc Kinh, Karachi)
- Air India (Ahmedabad, Chennai, Goa, Kochi, Kozhikode, Mumbai)
- Air Slovakia (Bratislava)
- Ariana Afghan Airlines (Kabul)
- Biman Bangladesh Airlines (Chittagong, Dhaka)
- British Airways (London-Heathrow)
- EgyptAir (Alexandria, Assiut, Cairo, Luxor)
- Emirates (Dubai)
- Etihad Airways (Abu Dhabi)
- Gulf Air (Bahrain, Muscat)
- Gryphon Air (Baghdad)
- Indian Airlines (Ahmedabad, Chennai, Goa, Hyderabad, Kochi, Kozhikode, Sharjah, Trivandrum)
- Iran Air (Ahwaz, Isfahan, Mashad, Shiraz, Tehran-Imam Khomeini)
- Iran Asseman Airlines (Ahwaz, Lamerd, Mashad, Shiraz)
- Jazeera Airways (Alexandria, Amman, Assiut, Bahrain, Beirut, Damascus, Delhi, Dubai, Kochi, Luxor, Mashad, Mumbai)
- KLM Royal Dutch Airlines (Amsterdam)
- Kuwait Airways (Abu Dhabi, Ahmedabad, Alexandria, Amman, Assiut, Bahrain, Bangkok-Suvarnabhumi, Beirut, Cairo, Chennai, Colombo, Damascus, Dammam, Delhi, Dhaka, Doha, Dubai, Frankfurt, Geneva, Islamabad, Jakarta, Jeddah, Kochi, Kuala Lumpur, Lahore, London-Heathrow, Luxor, Manila, Mumbai, Muscat, New York-JFK, Paris-Charles de Gaulle, Peshawar, Riyadh, Rome Fiumicino, Sharm El Sheikh, Tehran-Imam Khomeini, Trivandrum)
- Lufthansa (Frankfurt, Dammam)
- Malaysia Airlines (Dubai, Kuala Lumpur)
- Middle East Airlines (Beirut)
- Olympic Airlines (Athens, Dubai)
- Oman Air (Dubai, Muscat)
- Pakistan International Airlines (Islamabad, Karachi, Lahore, Peshawar)
- Qatar Airways (Doha)
- Royal Jordanian (Amman)
- Saudi Arabian Airlines (Jeddah, Medinah, Riyadh)
- Shaheen Air International (Karachi, Lahore)
- SriLankan Airlines (Colombo, Dubai)
- Syrian Arab Airlines (Aleppo, Damascus)
- Thai Airways International (Bangkok-Suvarnabhumi, Dubai)
- Tunis Air
- Turkish Airlines (Istanbul-Atatürk)
- United Airlines (Washington-Dulles)
- Yemenia (Sanaa)

### Các hãng vận chuyển hàng hoá
- Air France Cargo
- Cargolux
- DHL
- Falcon Express
- Lufthansa Cargo
- Martinair
- Singapore Airlines Cargo
- South Air